# Nepenthes robcantleyi
Nepenthes robcantleyi Cheek, 2011 è una pianta carnivora della famiglia Nepenthaceae, endemica di Mindanao, nelle Filippine, dove cresce a 1800 m.